# Električni krog
Eléktrični króg ali eléktrično vézje je vezje, sestavljeno iz izvirov, porabnikov in vodnikov. V sklenjenem električnem krogu teče električni tok.
Za električni krog veljata Kirchhoffova izreka:
1. vsota vseh gonilnih napetosti v sklenjenem električnem krogu je enaka vsoti vseh padcev napetosti
2. vsota vseh pritekajočih tokov v razvejišče je enaka vsoti vseh odtekajočih tokov